# Chilmark
Chilmark é uma vila localizada no condado de Dukes no estado estadounidense de Massachusetts. No Censo de 2010 tinha uma população de 866 habitantes e uma densidade populacional de 3,33 pessoas por km².

## Geografia
Chilmark encontra-se localizado nas coordenadas 41° 18′ 11″ N, 70° 46′ 43″ O. Segundo o Departamento do Censo dos Estados Unidos, Chilmark tem uma superfície total de 260.11 km², da qual 49.32 km² correspondem a terra firme e (81.04%) 210.79 km² é água.

## Demografia
Segundo o censo de 2010, tinha 866 pessoas residindo em Chilmark. A densidade populacional era de 3,33 hab./km². Dos 866 habitantes, Chilmark estava composto pelo 96.42% brancos, o 1.73% eram afroamericanos, o 0.23% eram amerindios, o 0.23% eram asiáticos, o 0% eram insulares do Pacífico, o 0.35% eram de outras raças e o 1.04% pertenciam a duas ou mais raças. Do total da população o 0.81% eram hispanos ou latinos de qualquer raça.